# Ryan Leaf

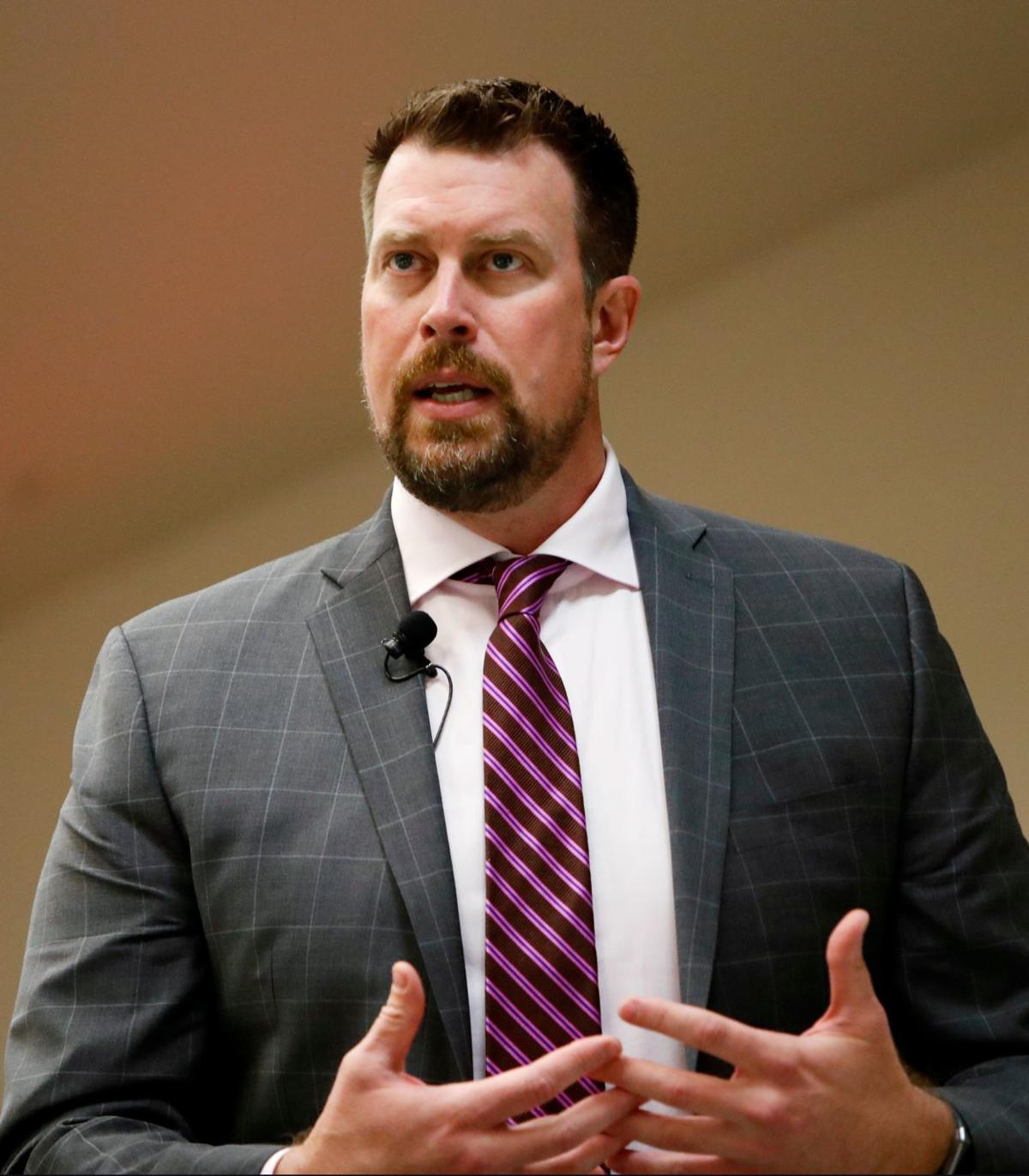
Ryan Leaf

Ryan David Leaf (15 de mayo de 1976) es un ex-quarterback de fútbol americano que jugó en los San Diego Chargers, Tampa Bay Buccaneers, Dallas Cowboys y Seattle Seahawks, entre los años 1998 y 2002. Actualmente, purga una condena en prisión por drogas. Fue entrenador de quarterbacks y entrenador principal de golf de la West Texas A&M University. Su hermano Brady es quarterback de la universidad de Oregón.
Leaf tuvo una exitosa carrera en la universidad de Washington State, donde fue finalista al trofeo Heisman en su año júnior. Fue seleccionado con la segunda selección global del draft de la NFL en 1998, después de que muchos ojeadores hubieran predicho una exitosa carrera en la NFL.
Sin embargo, a pesar de su físico, tuvo una corta carrera profesional marcada por las lesiones, unas pobres relaciones con la prensa, y el fracaso. Es considerado uno de los mayores fiascos en la historia de la NFL y de cualquier deporte profesional en Estados Unidos.

## Carrera en la universidad
Leaf nació en Great Falls (Montana). Y lideró al C. M. Russell High School al campeonato estatal de Montana  en 1992. Después del High School, Leaf ingresa en la Universidad Estatal de Washington, donde jugó 32 partidos 24 de los cuales en un puesto de titular. Promedió 330.6 yardas por partido en su año júnior y lanzó para 33 touchdowns; ayudando también a los Cougars a derrotar a los Washington Huskies, por primera vez desde 1994.
Leaf terminó con la sequía de 67 años sin clasificarse para el Rose Bowl, y ayudó a traer el primer campeonato Pac-10 en la historia de la escuela. En el Rose Bowl, Leaf mostró su talento, pero los Cougars no fueron capaces de derrotar a los Wolverines. 
Ese año, Leaf fue finalista en la votación del Trofeo Heisman que se entrega al mejor jugador universitario. Terminó tercero en la votación por detrás de Charles Woodson (Míchigan) y de Peyton Manning (Tennessee). También fue elegido como el mejor jugador ofensivo del año en el Pac-10, y tenía la segundo mejor eficiencia de pase del país. Después del Rose Bowl, Leaf anunció que dejaba la universidad para irse a la NFL.

## Draft 1998
Cuando comenzó el draft de 1998, se consideraba que había dos jugadores por encima del resto, Peyton Manning y Ryan Leaf. Los Chargers tenían la tercera selección global del draft, pero acordaron un traspaso con los Arizona Cardinals para asegurarse uno de los dos quarterbacks. Para poder subir en el draft los Chargers dieron a los Cards, dos selecciones de primera ronda, una en la segunda ronda, al linebacker reserva Patrick Sapp y al cuatro veces Pro Bowler Eric Metcalf. Antes de comenzar el draft se debatía cual de los dos quarterbacks sería elegido primero. Con 1,98 de estatura y 108 kilos, Ryan Leaf era más grande y fuerte, pero algunos analistas estaban de acuerdo en que Manning era mucho más maduro, e indiscutible primera elección. Pero las diferencias de potencial se preveían tan pequeñas, que la mayoría pensó que daría igual elegir a uno u otro.
El día del Draft, Manning fue seleccionado por los Colts con el número 1, a continuación el elegido fue Leaf por los Chargers. Desde entonces, Manning ha ganado dos Super Bowl, es el que más yardas de pase acumula en una sola temporada, y es un claro candidato al Hall of Fame. Mientras, Leaf tuvo una carrera accidentada debido a su pobre juego y a circunstancias externas. Otros quarterbacks salidos de ese draft son Brian Griese o Matt Hasselbeck. Después del draft Leaf firmó un contrato de 4 años por 31.25 millones de dólares, incluido un bono garantizado de 11.25 millones de dólares. Era el mayor bono que alguna vez se había pagado por un novato.

## Carrera en la NFL
Las grandes esperanzas que San Diego tenía puestas en Leaf pronto se vieron truncadas, cuando en su año rookie presentaba unas malas estadísticas. Antes de comenzar la temporada empezaron los problemas cuando fue multado por no acudir a un simposio que era obligatorio para todos los jugadores drafteados ese año.
Leaf lo hizo bien en la pretemporada y ganó sus dos primeros partidos como novato, convirtiéndose en el primer quarterback en hacerlo desde que John Elway lo consiguiera en 1983. Pero en el tercer partido de la temporada, Leaf completó un solo pase de quince intentos para 4 yardas y cometió 3 fumbles en la derrota de los Chargers ante los Kansas City Chiefs. Tras lanzar dos pases de TD y 13 intercepciones en 9 partidos su entrenador decidió sentarlo en el banquillo, sustituyéndolo Craig Whelihan. Después de diez partidos, Leaf había lanzado dos intercepciones más, completando para un total de 1289 yardas, con un porcentaje de pase del 45.3 y un ínfimo índice de audiencia de 39. 
Leaf tenía una pobre relación con la prensa y sus compañeros de equipo, a quienes culpaba de su mal juego. Incluso casi llegó a liarse a golpes con un reportero después de un entrenamiento, hasta que los separaron dos de los entrenadores de los Chargers. El por entonces safety de los Chargers, Rodney Harrison, dijo que la temporada novato de Leaf “era una pesadilla imposible de imaginar”. El propio Rodney al oír que Leaf se retiraba reaccionó con estas palabras: “Seguramente esté haciendo lo mejor, tomar su dinero y correr”.
Leaf se perdió su segunda temporada completa, debido a una lesión en el hombro durante la pretemporada. Su equipo lo puso en la reserva de lesionados, provocando su ira con el General Mánager y exigiendo otro entrenador. Este incidente provocó que los Chargers volviesen a multar al jugador, esta vez suspendiéndole el sueldo. Tras cuatro semanas Leaf pide perdón a la franquicia. También se dijo que Leaf mintió sobre una lesión en su mano para ir a jugar al golf.
Leaf comenzó los dos primeros partidos de los Chargers en la temporada 2000, en la que no llegó a completar la mitad de sus pases, con 5 INT y un solo TD. Cuando el reserva Moses Moreno cayó lesionado con una lesión en el ligamento de la rodilla, los Chargers otorgaron más tiempo en el campo a Leaf. Sin embargo, se lesionó la muñeca en la semana 4 y no volvió hasta la semana 11. Continuaron sus malas actuaciones y malas estadísticas a lo largo de toda esta temporada, tras la cual los Chargers le cortaron.
Después de ser cortado en San Diego, los Tampa Bay Buccaners llamaron a su puerta, con la idea de desarrollar su talento más despacio, dejándolo en la banca para que observara y aprendiera. Pero su muñeca aún no estaba completamente sana, y rehusó la posibilidad de la cirugía pese a las recomendaciones de los doctores. Después de sus pobres actuaciones en la pretemporada con los Buccaneers; estos preguntaron al quarterback si estaba dispuesto a aceptar un bajo salario, cosa que Leaf no aceptó y Tampa desistió en su intentona antes de comenzar la campaña de 2001.
Leaf trató de volver de la mano de los Cowboys de Dallas, quienes le ficharon tan sólo unas semanas después de marcharse de los Bucs. En los Cowboys, falló su primer entrenamiento físico y el segundo como pasador debido a su maltrecha muñeca. Los Cowboys le cortaron en mayo de 2002, tras jugar 4 partidos (todos derrotas) en los que lanzó 494 yardas, consiguiendo un touchdown y tres intercepciones. 
Leaf firmó a los pocos días un contrato de un año con los Seattle Seahawks, quienes al igual que los Buccaneers, planeaban ir despacio con él para que se recuperara física y psíquicamente. Leaf acudió al Training Camp de primavera de los Seahawks y parecía contento en su nueva casa. Sin embargo, Leaf se retiró a los 26 años, en un principio sin dar ninguna explicación. Más adelante explicó que el motivo de su retirada eran las lesiones.
Durante su breve carrera en la NFL, Ryan Leaf participó en 25 partidos con 21 titularidades; completó 315 de 655 pases para 3,666 yardas, con 14 touchdowns y 36 intercepciones. El índice de audiencia de quarterback de Leaf fue de 50.0, lejos de la media de la liga que estaba en 78,9 (entre 2000 y 2003)